# Kometa nad Doliną Muminków (film)
Kometa nad Doliną Muminków (jap. Mūmin-dani no suisei, ang. Comet in Moominland) – japońsko-fiński film animowany z 1992 roku w reżyserii Hiroshiego Saitō. Fabularna wersja książki Tove Jansson pod tym samym tytułem, opowiadający przygody Muminków.
Film jest prequelem serialu animowanego Muminki.

## Obsada (głosy)
- Rabbe Smedlund – Muminek
- Jyrki Kovaleff – Migotka
- Elina Salo – Mała Mi
- Ulla Tapaninen – Mama Muminka
- Matti Ruohola – Tata Muminka
- Pertti Koivula – Migotek

i in.

## Wersja polska
Opracowanie wersji polskiej: Master Film
Wystąpili
- Jacek Kawalec – Muminek
- Józef Mika – Ryjek
- Krystyna Kozanecka – Mała Mi
- Artur Kaczmarski – Włóczykij
- Małgorzata Boratyńska – Panna Migotka
- Krzysztof Ibisz – Migotek
- Marcin Troński – Piżmowiec
- Anna Wróblówna – Mama Muminka
- Janusz Bukowski – Tata Muminka
- Jacek Jarosz – Paszczak
- Jacek Braciak – Homek

oraz
- Małgorzata Duda
- Teresa Lipowska
- Mieczysław Gajda
- Włodzimierz Press
- Grzegorz Wons

i in.
- reżyseria: Elżbieta Jeżewska
- obsada: Andrzej Bogusz
- dialogi polskie: Elżbieta Kowalska
- montaż: Jan Graboś
- kierownictwo produkcji: Dorota Suske-Bodych
- nagranie piosenek: Pomaton EMI
- teksty piosenek: Andrzej Tylko-Tylczyński
- aranżacja i produkcja muzyczna: Stanisław Szczyciński
- śpiewali: Magdalena Wójcik i Piotr Gogol
- piosenkę końcową śpiewa: Wiktor Zborowski
- dystrybucja w Polsce: Syrena Entertainment Group

### Wersja VHS
Wersja z polskim dubbingiem. Dystrybucja: TVP S.A. / Syrena Entertainment.